# Salmson 3
Salmson 3 C.1 byl stíhací letoun, který vznikl ve Francii na sklonku první světové války u firmy Salmson.

## Vznik a vývoj
Typ vznikl na základě požadavků Aéronautique Militaire na jednomístný stíhací letoun (kategorie C.1) pro rok 1918.
Salmson 3 byl dvouplošník převážně dřevěné konstrukce, se čtyřmi trupovými podélníky a celou kostrou ocasních ploch z ocelových trubek, potažené plátnem. Původně byl poháněný motorem Salmson 9Z o výkonu 230 hp (170 kW), ale později byl ve snaze o zlepšení výkonů vybaven motorem Salmson 9Zm s výkonem 260 hp (190 kW). Palivová a olejová instalace byla převzata od úspěšné konstrukce Salmson 2.
Letové zkoušky započaly v květnu 1918, ale zkušební piloti si stěžovali na nedostatečný výhled z kokpitu a přílišné síly v řízení, zejména při manévrování v horizontální rovině, ačkoliv obratnost hodnotili jako dobrou.
Prototyp byl vrácen do továrny k úpravám, které ale nevedly k odstranění zjištěných nedostatků. Po vybavení motorem Salmson 9Zm stroj maximální rychlostí ve vodorovném letu mírně překonával SPAD S.XIII, ale jeho stoupavost byla podstatně horší, a další vývoj typu byl opuštěn.

## Uživatelé
- Francie
  - Aéronautique militaire

## Specifikace
Údaje platí pro verzi s motorem Salmson 9Zm:s.448

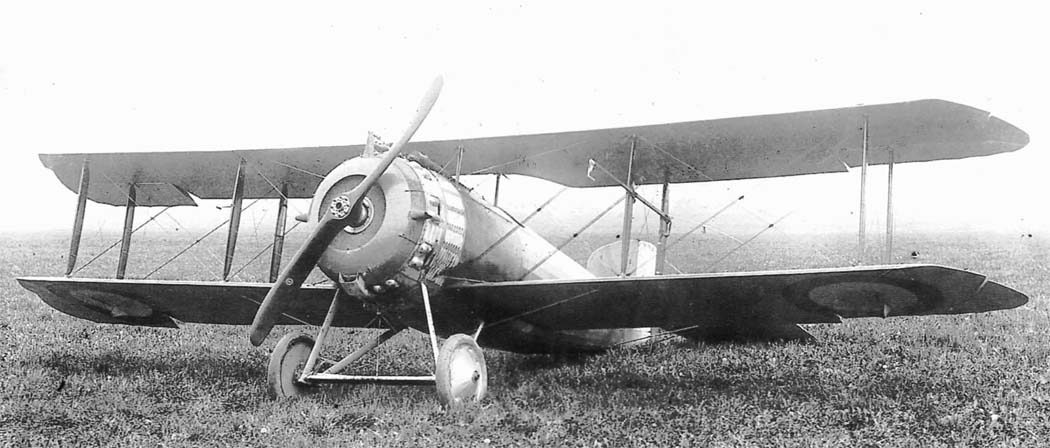
Salmson 3

### Technické údaje
- Osádka: 1
- Délka: 6,40 m
- Rozpětí: 9,85 m
- Výška: 2,96 m
- Nosná plocha: 22,936 m²
- Prázdná hmotnost: 696,7 kg
- Vzletová hmotnost: 1 026,7 kg
- Pohonná jednotka: 1 × kapalinou chlazený hvězdicový devítiválec Salmson 9Zm pohánějící dvoulistou vrtuli Ratmanoff CUH
- Výkon pohonné jednotky: 260 hp (193,8 kW)

### Výkony
- Maximální rychlost:
  - 215 km/h ve výši 2 000 m
  - 202 km/h ve výši 5 000 m
- Stoupavost:
  - Výstup do 1 000 m: 2,73 min
  - Výstup do 2 000 m: 5,43 min
  - Výstup do 4 000 m: 13,28 min
  - Výstup do 5 000 m: 21 min
  - Výstup do 6 000 m: 34,10 min
- Dolet: 350 km
- Dostup: 7 000 m

### Výzbroj
- 2 × synchronizovaný kulomet Vickers ráže 7,7 mm